# Otto de Visschere
Otto de Visschere (Balgoij?, 1612 - Gemert, februari 1671) was een van de meest vooraanstaande bestuurders van Peelland in de 17e eeuw.
De Visschere werd mogelijk in Balgoij geboren als zoon van Dirck de Visschere. Hij maakte carrière als secretaris te Deurne (1637-1651) en was daarnaast schout van diverse dorpsbesturen in Peelland, namelijk Vlierden (1637-1638), Deurne (1645-1651) en Gemert (1666-1671). Tussen 1648 en circa 1658 was hij heer van Vlierden. Ook was hij griffier van Peelland (circa 1645). Naast zijn bestuursfuncties was hij herbergier, brouwer en logementhouder van de herberg Die Verkeerde Weereldt aan het Haageind in Deurne. Het gelijknamige boek van Anton Roothaert gaat onder meer over hem. De herberg brandde in 1904 af.
De Visschere was de rechterhand van Rogier van Leefdael. In zijn werk Geschiedenis der dorpen en heerlijkheden Deurne, Liessel en Vlierden beschrijft Hendrik Ouwerling de activiteiten van De Visschere.
Otto de Visschere huwde omstreeks 1640 met Sophia Coenen, de dochter van de Helmondse koopman Jan Coenen. Zij kregen zeker 7 kinderen, genaamd Elisabeth, Jan, Catharina, Joanna, Dirck, Anneke en Margaretha. Met name via dochter Elisabeth, die huwde met de Gemertse president der justitie Hendrik Verpoorten, heeft hij veel nageslacht gekregen.